# Abraham Kovoor
Abraham Thomas Kovoor (* 10. April 1898 in Thiruvalla, Kerala, Indien; † 18. September 1978) war ein sri-lankischer Botanikprofessor und Rationalist. Bekanntheit erlangte er für sein atheistisches Engagement gegen sogenannte paranormale Phänomene und die in Indien und Sri Lanka verbreiteten Gottmenschen (god-men).

## Leben
Kovoor wurde in eine religiöse Familie geboren, sein Vater war Rev. Kovoor Eipe Thomma Katthanar, Generalvikar der Mar Thoma Syrian Church of Malabar.  Er studierte am Bengabasi College in Kolkata. Er unterrichtete bis zu seinem altersbedingten Ausscheiden 1959 an verschiedenen Colleges Botanik, zuletzt am Thurston College in Colombo. Erst danach begann seine unermüdliche rationalistische Betätigung. Sein Engagement, spirituelle Betrüger und organisierte Religionen zu entlarven, fand großen Zuspruch. Es ist Kovoor zu verdanken, dass die Bewegung des Rationalismus in Indien eine große Dynamik entfalten konnte. Viele seiner Artikel wurden durch Joseph Edamarukus Übersetzungen popularisiert.

## Entlarvung des Gurus Sathya Sai Baba
Sathya Sai Baba war zu Kovoors Zeit einer der bekanntesten indischen Gurus und wurde daher ein Hauptgegenstand von Kovoors Aufklärungsarbeit gegen angebliche Wundertäter. Sai Baba nahm seinerzeit für sich in Anspruch, Vibhuti, heilige Asche, materialisieren zu können. Kovoor war überzeugt, dass dies durch einen Taschenspielertrick geschehe.  Um Sai Baba und ähnliche zu entlarven, brachte Dr. Kovoor heilige Asche scheinbar aus dem Nichts hervor und verteilte sie unter seinen Zuschauern.  Er erklärte dem Publikum anschließend das Kunststück und stellte fest, dass nach etwas Übung jeder diesen Trick ausführen kann.

## Werk (Auswahl)
- Gods, Demon and Spirits (2000), ISBN 8172242166